# Killington Village
Killington Village es un lugar designado por el censo ubicado en el condado de Rutland en el estado estadounidense de Vermont. En el Censo de 2020 tenía una población de 861 habitantes y una densidad poblacional de 54,56 habitantes por km². Fue incluido como CDP en el censo de 2020.

## Geografía
Killington Village se encuentra ubicado en las coordenadas 43°38′11″N 72°47′34″O / 43.63639, -72.79278. Según la Oficina del Censo de los Estados Unidos,  tiene una superficie total de 15,78  km², de la cual 15,60 km² corresponden a tierra firme y 0,18 km² a agua.